# Pomnik Electio Viritim
Pomnik Electio Viritim – pomnik w Warszawie, w dzielnicy Wola, u zbiegu ulic: Młynarskiej, Jana Ostroroga i Obozowej. 
Pomnik upamiętnia pole elekcyjne na Woli, miejsce wyboru przez szlachtę królów polskich zgodnie z zasadą electio viritim.

## Opis
Pomnik ma postać kolumny, której granitowy trzon (bez bazy i głowicy) pochodzi z rozbiórki spalonego we wrześniu 1939 pałacu Kronenberga. Kolumnę wieńczy korona odlana z brązu. Na trzonie kolumny od strony zachodniej umieszczono płaskorzeźbę, przedstawiającą trzy postacie z obrazu Elekcja Stanisława Augusta (1778) Bernarda Bellotta. Poniżej znajduje się tablica z napisem: 
Obelisk

Electio Viritim

wzniesiony w 400-lecie

stołeczności Warszawy

na dawnym

polu elekcyjnym

w miejscu

szopy senatorskiej

i koła rycerskiego

gdzie w latach 1575–1764

obrano 10 królów Polski

Towarzystwo Przyjaciół Warszawy

Oddział Wola

1997 r.

Kolumna otoczona jest kamiennym kręgiem z tablicami informacyjnymi
Pomnik jest dziełem rzeźbiarza Stanisława Michalika. Inicjatorem jego budowy był Oddział Wola Towarzystwa Przyjaciół Warszawy.

## Galeria

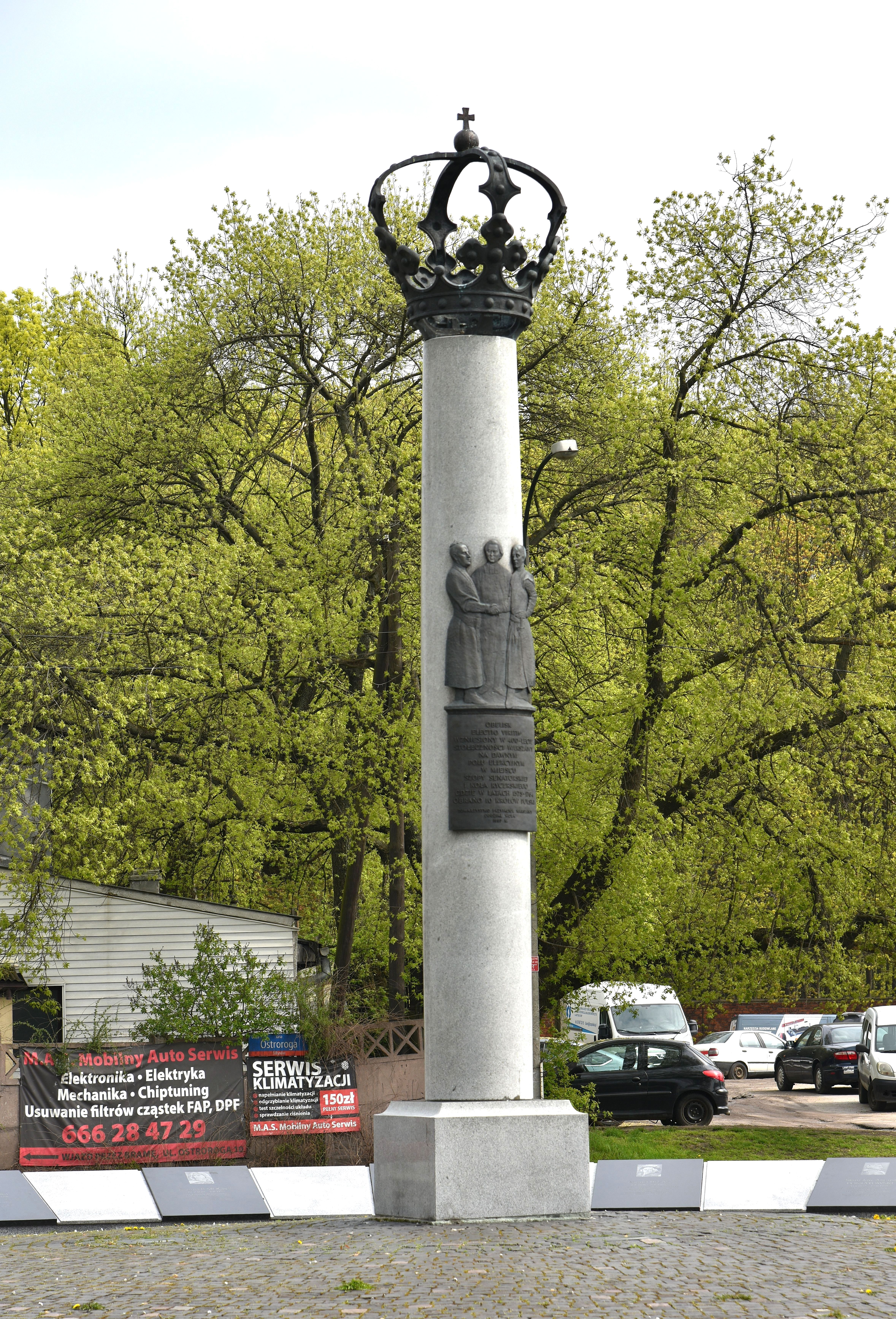
Kolumna
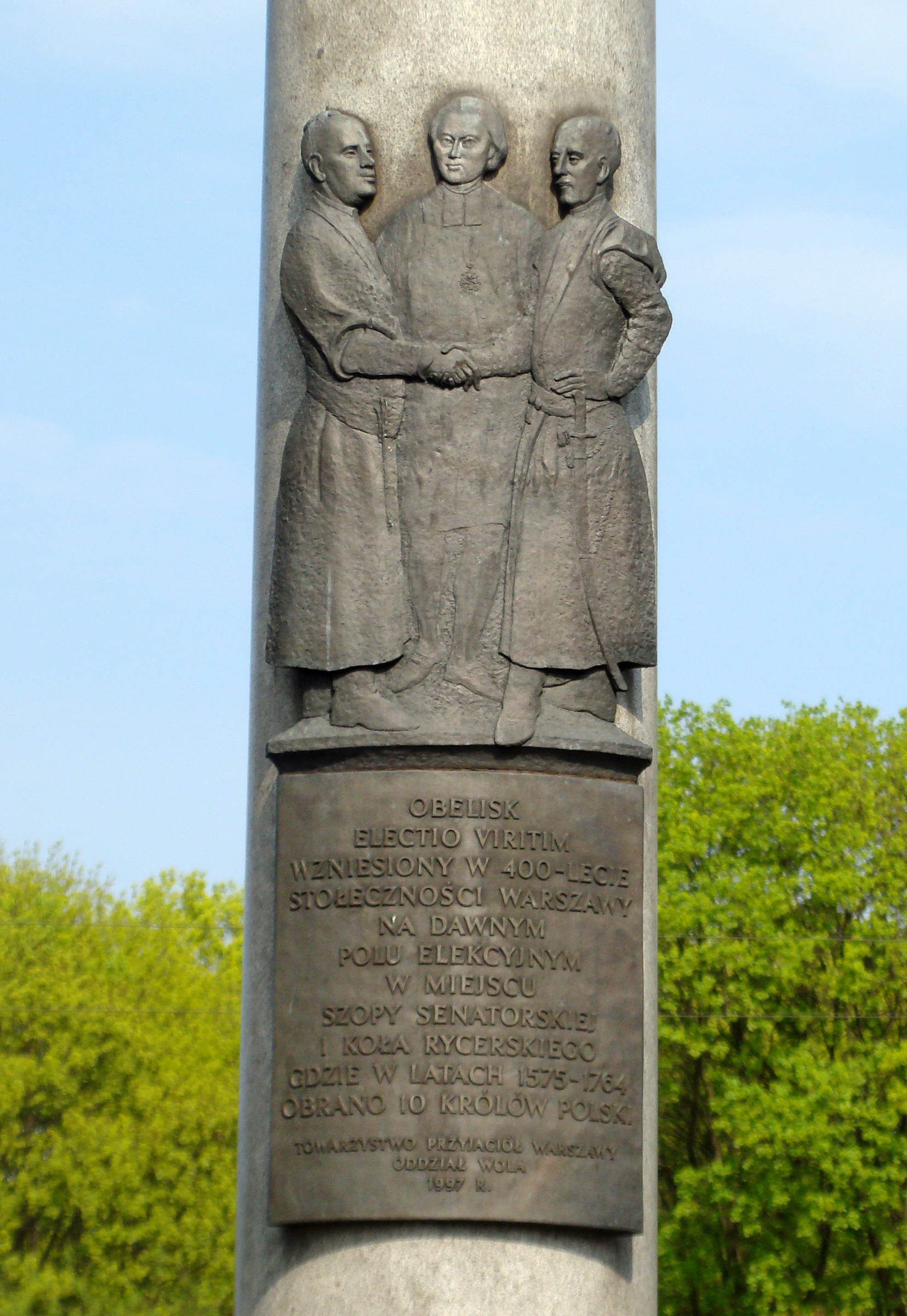
Płaskorzeźba i tablica na kolumnie
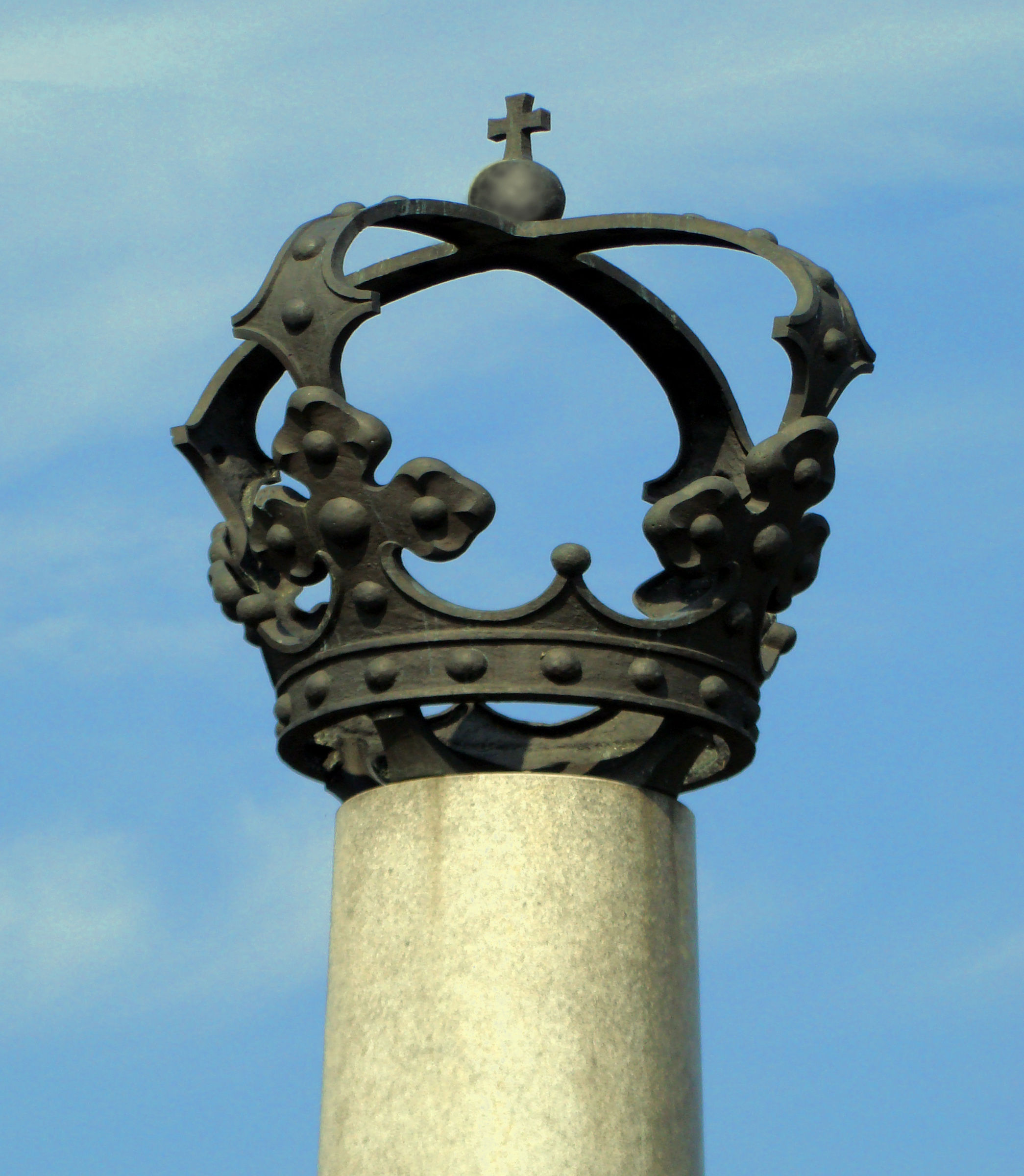
Korona wieńcząca kolumnę
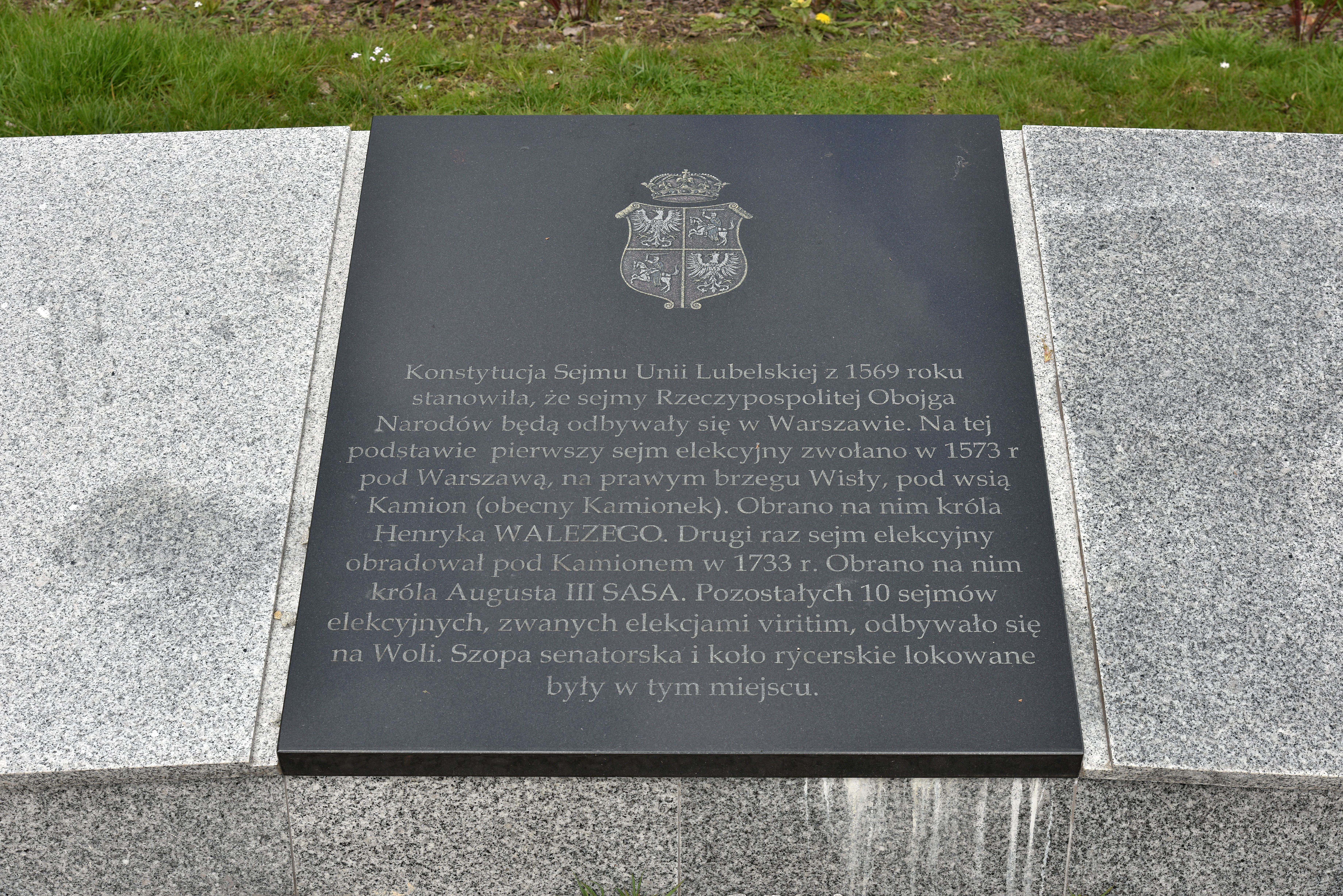
Jedna z tablic informacyjnych